# Школа чисте земље
Школа чисте земље (јап. 浄土宗, Џодо-шу) је најпопуларнија будистичка секта у Јапану, настала крајем 12. века. 

## Позадина
Амида Буда, централна фигура Школе чисте земље, једно је од најпопуларнијих божанстава у будистичком пантеону, а његово име (и његове Чисте земље) помиње су у преко 270 светих списа, више од трећине махајана канона. Култ Амиде настао је на врло раном ступњу развоја индијског махајана будизма, сматрајући га спаситељем који је, својим бесконачним заслугама, створио Чисту земљу (рај), која је обећана свим живим бићима која покажу веру у њега одређеним побожним делима. Овај култ, познат у Кини као Будизам чисте земље, коначно је формулисао Шан-тао, који је, иако признајући вредност традиционалних будистичких верских поступака (читања сутри, медитације, обожавања идола и приношења жртви) устврдио да је изговарање имена Амиде главни чин побожности који гарантује поновно рођење у Чистој земљи.
Култ Амиде и Чисте земље појавио се у Јапану већ у 9. веку, али само као споредни елемент у учењу школе Тендај, која је највећи значај придавала медитацији. У оквиру школе Тендај највећу пажњу Чистој земљи посветио је учитељ Геншин (942-1017), који је писао да је дуготрајна и свакодневна медитација недоступна за већину духовно слабих људи (у које је убрајао и себе), па је обичним људима препоручивао да свакодневно изговарају молитву познату као Нембутсу (јап. 南無阿弥陀仏, Наму Амида Бутсу, у преводу Приклањам се Буди Бесконачном) и медитирају о Амиди и поновном рођењу у Чистој земљи, или да бар на самрти гласно призивају Амиду и држе у руци конопац везан за идол Амиде, помоћу кога ће се успети у рај.
Док је аристократија прихватила обожавање Амиде у храмовима, праћено сложеним и раскошним ритуалима који су имали да представе раскош Чисте земље, нижи слојеви народа примили су учење о Чистој земљи и нембутсу од сиромашних путујућих проповедника, мећу којима је најпознатији био Куја (903-972), који се издржавао градњом путева, копањем бунара и кремирањем покојника, проповедајући простом народу на пијацама. Тако је од краја 10. века култ Амиде и Чисте земље постао популаран међу јапанским земљорадницима, рибарима и ратницима.

## Идеологија
Оснивач секте био је јапански монах Хонен (1133-1212), који је иступио из секте Тендај, у то време доминантне у Јапану, разочаран идеолошким и класним елитизмом који су проповедали званични будистички учитељи - да је спасење намењено само одабраним, ученим и безгрешним појединцима. Хонен је веровао да будизам треба да омогући спасење свим живим бићима, па је прихватио и проповедао учење кинеског учитеља Шандао-а (613-681), једног од оснивача будизма чисте земље: да је сигуран пут у спасење искрена вера и молитва Буди Амиди, доступна сваком човеку. Једина молитва потребна верницима била је Намбутсу, понављање имена Буде Амиде, од свег срца и у свакој прилици. Овакво схватање религије, ослобођено сложених ритуала и обимне будистичке литературе доступне само образованим и посвећеним свештеницима и монасима, било је веома популарно међу људима из нижих слојева друштва, који су у то време чинили огромну већину Јапанаца.  Хонен је проповедао и обећавао спасење свима без разлике (укључујући и жене, што је за оно време било јединствено), од аристократа до сељака, разбојника и проститутки, па је нова секта веома брзо стекла огроман број присталица.
Међутим, нова секта стекла је огорчене противнике међу свештеницима и монасима богатих и утицајних будистичких манастира, који су јој замерали одбацивање учености и будистичких традиција, духовно изједначавање мушкараца и жена, као и најпростијих верника са свештеницима, чиме би манастири и целибат постали непотребни. Хонен и његови ученици, међу којима је био и Шинран (1173-1262), оснивач Праве школе чисте земље, протерани су из Кјота 1207, што им је омогућило да проповедају по провинцијама, чиме је нова вера добила још већи замах.